# Blenina donantis
Blenina donantis är en fjärilsart som beskrevs av Embrik Strand 1917. Blenina donantis ingår i släktet Blenina och familjen trågspinnare. Inga underarter finns listade i Catalogue of Life.